# タルジー・ワーディ・アル・ニース
タルジー・ワーディ・アル・ニース（アラビア語: ترجي واد النيص, 英: Taraji Wadi Al-Nes）は、パレスチナのベツレヘム・ワーディ・アン・ニースをホームタウンとするサッカークラブ。

## 歴史
クラブは1984年に創設され、ベツレヘム近郊の人口約800人の村に位置している。2000年にプレミアリーグに初昇格、2008-09シーズンにはプレミアリーグ初優勝を果たした。2010年、チュニジアのエスペランス・スポルティーブ・ドゥ・チュニスと提携し、クラブカラーを青色からエスペランスと同じ黄色と赤色に変更した。
2013-14シーズンのウェストバンク・プレミアリーグで優勝し、初のAFCカップ出場権を獲得した。

## タイトル
- ウェストバンク・プレミアリーグ 優勝 (2) : 2008-09, 2013-14
- パレスチナ・カップ（英語版） 優勝 (2) : 2007-08, 2009-10
- パレスチナ・スーパーカップ 優勝 (1) : 2010

## AFC主催大会成績
| 年度 | 大会      | ラウンド  | 対戦クラブ                 | ホーム | アウェー | 合計 |
| ---- | --------- | --------- | -------------------------- | ------ | -------- | ---- |
| 2015 | AFCカップ | グループB | アル・ジャジーラ・アンマン |        |          |      |
| 2015 | AFCカップ | グループB | TBD                        |        |          |      |
| 2015 | AFCカップ | グループB | アル・ショルタSC           |        |          |      |

## 歴代所属選手
- アシュラフ・ヌーマン 2004-2012, 2013-2014